# Gustav Behrens (Agrarfunktionär)
Gustav Behrens (* 2. Februar 1899 in Ahstedt, Landkreis Marienburg (Hannover); † 3. Juli 1948 in Ahstedt) war ein deutscher Landwirt, SA-Gruppenführer und NS-Agrarfunktionär, u. a. von 1937 bis 1945 Reichsobmann im Reichsnährstand und damit ständiger Stellvertreter des Reichsbauernführers.

## Karriere im Nationalsozialismus
Behrens trat zum 4. Mai 1925 der NSDAP bei (Mitgliedsnummer 3.261) und war von 1927 bis 1933 Ortsgruppenleiter von Garbolzum bei Hildesheim (Provinz Hannover). Sein letzter Dienstgrad in der SA war Gruppenführer, zu dem er am 9. November 1942 ernannt wurde.
Als wohlhabender Rübenbauer aus Ahstedt bei Hildesheim war er Vorsitzender der Hauptvereinigung der Deutschen Zuckerwirtschaft. Von September 1933 bis Mai 1937 war Behrens Kreisbauernführer der Kreisbauernschaft Marienburg. Im selben Monat wurde er zum Leiter der Reichshauptabteilung III (Marktordnung) des Reichsnährstandes ernannt. Nach der missglückten „Meinberg-Revolte“ hatte Behrens im April zunächst kommissarisch den Posten des Reichsobmanns von Wilhelm Meinberg inne. Er wurde damit der ständige Stellvertreter des Reichsbauernführers Walther Darré in Berlin und blieb es bis in den Mai 1945. Der Reichsobmann wurde vom Reichskanzler auf Vorschlag des Reichsbauernführers ernannt.
Nach Darrés Entlassung holte Herbert Backe, jetzt kommissarischer Reichsernährungsminister, Behrens zu sich in das Ministerium und setzte ihn als Abteilungsleiter ein. Diese Abteilung bildete der gesamte Reichsnährstand, der damit noch enger an das Ministerium gerückt wurde. Zugleich war Behrens Mitglied im Reichsbeirat für Ernährung und Landwirtschaft.

## Schriften
- Das Landvolk im Kriege, in: Die Erzeugungsschlacht im Kriege, hg. vom Reichsministerium für Ernährung und Landwirtschaft, Berlin 1940, S. 17–30.
- Dennoch und trotzdem! Zur Jahreswende 1943/44, in: Wochenblatt der Landesbauernschaft Mecklenburg. Amtliches Organ des Reichsnährstandes, 28. Jg. Nr. 1, 1. Januar 1944, S. 1f.